# Le Hibou chasse la nuit
Pour plus de détails, voir Fiche technique et Distribution.
Le Hibou chasse la nuit (titre allemand : Das Haus auf dem Hügel) est un film franco-autrichien réalisé par Werner Klingler et sorti en 1964.

## Synopsis
Une boîte de nuit de Marseille appelée « Le Hibou » est le repaire d'une bande de malfaiteurs. Un commissaire découvre leur repaire.

## Fiche technique
- Titre allemand : Das Haus auf dem Hügel
- Réalisation : Werner Klingler
- Scénario : Norbert Kunze d'après un roman de Jules Charpentier
- Production :  Hoela-Film
- Photographie : Walter Partsch
- Musique : Aaurey Barsan, Karl de Groof
- Durée : 91 minutes
- Dates de sortie: 
  - 2 octobre 1964 (Allemagne)
  - 30 juin 1965 (France)

## Distribution
- Ron Randell : Allan Wilton, commissaire
- Paul Esser : Inspecteur Antoine Creux
- Bum Krüger : Inspecteur Leon Vaudrac
- Pinkas Braun : Roger Marton
- Virginia Rodin : Camille Laroche
- Roger Hanin : Ernest Charnot
- Christiane Maybach : Marion